# Хлыстун, Виктор Николаевич
Виктор Николаевич Хлыстун (род. 19 марта 1946, село Дмитриевка, Щучинский район, Кокчетавская область, Казахская ССР) — генеральный директор Центра международных инвестиций в АПК, министр сельского хозяйства РФ (1991—1994; 1996—1998), Заместитель председателя правительства РФ (1997—1998). Академик РАН (2013), доктор экономических наук.

## Биография
Родился 19 марта 1946 года в селе Дмитриевка Кокчетавской области Казахской ССР.
В 1963—1965 годах — помощник машиниста экскаватора, электрослесарь Соколовско-Сарбайского горно-обогатительного комбината, рабочий совхоза «Уружкайский» Кокчетавской области.
В 1970 году окончил Московский институт инженеров землеустройства (МИИЗ) В 1974 году аспирантуру МИИЗа, защитил кандидатскую диссертацию по теме «Планирование использования земельного фонда Кокчетавской области Казахской ССР» (1974). Доктор экономических наук, профессор.
В 1974—1990 годах — ассистент, старший преподаватель, декан, секретарь парткома, проректор по научной работе Московского института инженеров землеустройства.
В 1990—1991 годах — председатель Государственного комитета РСФСР по земельной реформе.
Член-корреспондент ВАСХНИЛ (1991), академик ВАСХНИЛ (1997).
С ноября 1991 по октябрь 1994 года министр сельского хозяйства РСФСР и РФ в правительствах Б. Н. Ельцина, Е. Т. Гайдара, В. С. Черномырдина.
В 1993—1996 годах — депутат Совета Федерации Федерального Собрания РФ первого созыва от Усть-Ордынского Бурятского автономного округа.
В 1994—1996 годах — заместитель, затем первый заместитель председателя правления Агропромбанка.
С мая 1996 по март 1998 года — министр сельского хозяйства и продовольствия РФ.
С мая 1997 по март 1998 года — заместитель Председателя Правительства РФ в правительстве В. С. Черномырдина (курировал АПК).
С июля 1998 года — вице-президент группы компаний «Разгуляй-Укррос». С 1999 года  — генеральный директор Центра международных инвестиций в АПК.
С 2013 года академик РАН — отделение сельскохозяйственных наук.

## Награды
- Орден «Знак Почёта»[11]
- Почетная грамота Правительства Российской Федерации (2006)[12]
- Почетная грамота Российской академии наук (2016)[13]
- Благодарственное письмо Президента Российской Федерации (2024)[11]
- Юбилейная медаль «300 лет Российской академии наук» (2024)[11].